# Clare Nott
Clare Nott (née Burzynski) (nascida em 11 de agosto de 1986) é uma atleta paralímpica australiana que compete na modalidade basquetebol em cadeira de rodas. Conquistou a medalha de prata na Paralimpíada de Londres, em 2012, além de bronze em Pequim, em 2008, com a equipe nacional feminina da mesma modalidade. Clare, que ficou paraplégica devido a um acidente de carro, já disputou 141 partidas internacionais com a camisa das Gliders e foi medalhista de ouro na Copa Osaka (Japão) de 2009, 2010 e 2012.

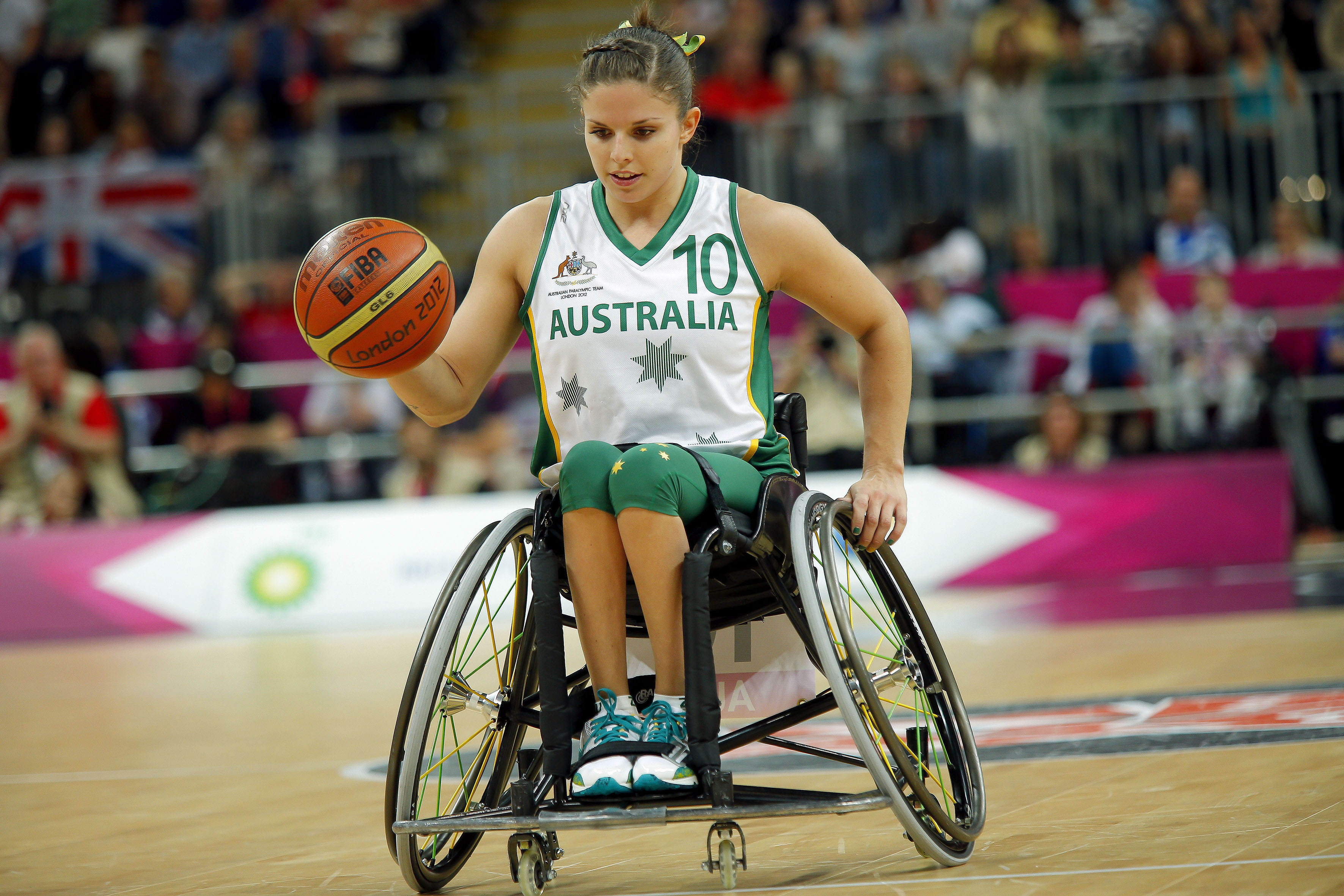
Clare durante os Jogos Paralímpicos de Londres 2012.